# Drowning Pool
Drowning Pool (сокращённо также — DP) — американская рок-группа из Далласа (Техас). На счету у группы — один платиновый диск, а также неоднократное попадание в хит-лист чарта Billboard 200. Наиболее известная работа группы — сингл «Bodies», вышедший в 2001 году.

## История

### Начало (1996–2000)
Группа Drowning Pool образована в 1996 году в Далласе, штат Техас, гитаристом Кристианом Пирсом (англ. Christian Joseph (C.J.) Pierce), барабанщиком Майком Люсом (англ. Mike Luce) и басистом Стиви Бентоном (англ. Stevie Benton). Название группы позаимствовано у американского триллера 1975 года The Drowning Pool, снятого по роману Росса Макдоналда «Засасывающий омут» (1950). В 1999 году к их инструментальному трио присоединился вокалист Дейв Уильямс (англ. Dave Williams). По словам Уильямса, его и остальных участников Drowning Pool изначально сблизила общая любовь к Faith No More.
После записи демо EP Pieces Of Nothing (2000), песни из которого попали в горячую десятку на местной радиостанции KEGL, и выступлений на разогреве у Sevendust, Hed PE и Kittie группа подписала контракт с Wind-up Records. Но ещё до этого они привлекли внимание компании Jägermeister, которая неожиданно проспонсировала группу. Уильямс рассказывал журналу Billboard: «Это значительно повысило нашу уверенность в себе, потому что мы внезапно почувствовали: “Ух ты, наша группа кому-то нравится”. Это было здорово, и сразу после этого мы подписали контракт с Wind Up, так что теперь всё как будто пошло по накатанной».

### Sinner, смерть Дейва Уильямса иDesensitized(2001–2005)
Дебютный альбом Sinner, вышедший 5 июня 2001 года, стал золотым всего через шесть недель с начала продаж, а платиновым — спустя ещё месяц. Записанный в жёстком и агрессивном стиле, альбом сравнивали со Staind, Korn и Papa Roach, при этом в нём присутствовали и черты альтернативного рока — Дейв Уильямс обладал даром сочетать скриминг с мелодичностью вокала. «Мы выросли под влиянием таких коллективов, как AC/DC, Metallica, Motley Crue и других, — говорил Уильямс. — В те времена именно такие группы называли металлом. Но сейчас металл — слишком широкое понятие. И хотя наша группа сформировалась в годы самого расцвета „ню-метала“, я не очень понимаю, почему нас относят к этому стилю. „Ню-метал“ — это металл с элементами рэпа и хип-хопа, например Limp Bizkit или Linkin Park. Но в нашей музыке нет рэпа. Достаточно послушать хотя бы одну нашу песню, чтобы понять, что мы — рок-группа». Успех видеоклипа на песню «Bodies», попавшего в ротацию на MTV, обеспечил группе место на третьей сцене Ozzfest. Группа была приглашена выступить на ежегодном мероприятии Wrestlemania с песней «Tear Away». Благодаря этому хиту и известности, полученной во время турне в поддержку альбома, в 2002 году группа вернулась на Ozzfest уже с местом на главной сцене фестиваля. Концертные записи этого периода выпущены на DVD Sinema. 
Успех «Bodies» вознёс Drowning Pool на вершину, однако события 11 сентября остановили восхождение песни — американский радиоконгломерат Clear Channel (ныне IHeartMedia) добавил её в список «музыкально сомнительных» песен, неофициально запрещённых после атак на башни-близнецы, посчитав из-за строчки Let the bodies hit the floor («Пусть тела валятся на пол») её текст неуместным. В свою очередь, это дало начало тенденции к неверному толкованию текста песни и связи его с актами насилия.
14 августа 2002 года, когда Drowning Pool находились в Вирджинии в рамках тура Ozzfest, Дейв Уильямс был найден мертвым в своей койке в гастрольном автобусе группы. Причиной смерти была названа кардиомиопатия, заболевание сердечной мышцы, ранее никогда у Уильямса не диагностировавшееся. Ему было 30 лет.
Оставшись без фронтмена, Drowning Pool решили не расходиться и продолжить как группа. После нескольких прослушиваний их выбор пал на малоизвестного вокалиста Джейсона Джонса (англ. Jason Jones), с которым в 2004 году группа выпустила альбом Desensitized. Несмотря на успех сингла «Step Up» (попавшего в саундтрек фильма «Каратель»), в целом альбом получился довольно шаблонным и не смог повторить успех Sinner. 14 июня 2005 года было объявлено, что Джонс покидает группу из-за «непримиримых разногласий». Позднее Джонс объяснил свой уход тем, что ему не заплатили за работу над альбомом. В ответ на это Пирс и Бентон заявили, что причина, по которой Джонсу не заплатили, заключалась в том, что освобождение Джонса из тюрьмы под залог обошлось группе в 60 тыс. долларов, что значительно превысило его долю в доходах от Desensitized, так что технически он им остался всё ещё должен.
Покинув Drowning Pool, Джонс сформировал альт-метал-группу AM Conspiracy.

### Full Circle(2006–2008)
25 августа 2005 года группа выступила в Далласе на главной сцене «Оззфеста» с новым фронтменом – им стал бывший вокалист SOiL Райан Маккомбс, которого группа изначально рассматривала на замену Дейву Уильямсу.
Весной 2006-го Drowning Pool расстались с Wind-Up Records и подписали контракт с Eleven Seven Music. Первой песней с новым вокалистом стала «No More», записанная в октябре 2006 года для саундтрека к фильму «Пила 3». 
Третий альбом группы, Full Circle, был выпущен 7 августа 2007 года. Затем группа гастролировала по Северной Америке в поддержку альбома с Saliva, Sick Puppies и Seether. В августе 2008 года Drowning Pool сыграли свой 250-й концерт тура в родном Далласе.

### Drowning Poolи уход Райана Маккомбса (2009–2011)
3 марта 2009 года группа выпустила концертный альбом Loudest Common Denominator, в который вошли акустические версии песен «Shame» и «37 Stitches» из Full Circle. 
27 апреля 2010 года вышел альбом Drowning Pool, став первым в истории группы студийным альбомом, на котором пел тот же вокалист, что и на предыдущем. Первый сингл альбома «Feel Like I Do» был выложен для бесплатной загрузки на их официальном сайте и достиг 4-го места в чарте Billboard Hot Mainstream Rock Tracks.
В ноябре 2011 года МакКомбс покинул группу, чтобы воссоединиться с SOiL для гастролей и записи нового альбома. Группа, снова оставшись без фронтмена, занялась сочинением материала для следующего альбома, одновременно проводя прослушивания новых вокалистов.

### ResilienceиHellelujah(2012–2016)
В июле 2012 года новым вокалистом группы был объявлен Джейсен Морено из местной далласской группы The Suicide Hook. Выбор группы Пирс объяснил так: «У нас было много вариантов. Но Джейсен выучил все песни с каждой нашей пластинки, чего, как я думал, никто никогда не сделает. А мы с самого начала хотели именно этого — найти кого-то, кто бы мог хорошо спеть весь старый материал, но, что самое важное, чтобы у него был свой собственный голос». Морено дебютировал вживую с Drowning Pool 8 июля, в ночном клубе Outlawz в Ардморе, Оклахома.
9 апреля 2013 года группа выпустила свой пятый студийный альбом, Resilience. 30 апреля группа впервые выступила в России, дав концерт в Москве. В октябре Drowning Pool совместно с P.O.D. отправились в масштабный тур по городам России и СНГ.
В 2014 году Drowning Pool выпустили переиздание своего альбома Sinner с подзаголовком Unlucky 13th Anniversary Edition.
5 февраля 2016 года на лейбле eOne Music вышел шестой альбом группы, Hellelujah. В качестве первого сингла с альбома была выпущена песня «By the Blood».

### Strike a Nerve(2017–2023)
Первые сообщения о том, что Drowning Pool начали работу над новым альбомом, появились в декабре 2017 года. На вопрос о том, насколько новый материал будет отличаться от Hellelujah, гитарист Си Джей Пирс сказал: «Это продолжение того, что уже было. Я имею в виду, это по-прежнему рок-н-ролл. У нас много разных идей, и всё постепенно складывается. Джей [вокалист Джейсен Морено] и Стив [басист Стиви Бентон] в последнее время тоже приносят тексты. Мне нравятся двойные смыслы во всём, что у нас есть. Мы углубляемся в тексты — так что всё идёт своим чередом. Мы эволюционируем как группа, и это грандиозно. Альбом снова будет с Джейсеном — и это будет уже третий подряд альбом с одним и тем же вокалистом, у нас такое впервые. Нам нравится Джей, он останется с нами».
Запись альбома Strike a Nerve началась в феврале 2019 года и была закончена в начале 2020-го, однако релиз был отлолжен из-за пандемии короновируса и состоялся только 30 сентября 2022 года.

### Возвращение Райана Маккомбса (2023–2024)
16 марта 2023 года Drowning Pool объявили, что Райан МакКомбс (продолжая выступать с SOiL) вернулся в группу после 12-летнего отсутствия. 20 сентября 2024 года Drowning Pool выпустили свою первую за 14 лет новую песню с МакКомбсом, «Revolution (The Final Amen)». Группа также планирует выпустить новый альбом в 2025 году.

## Состав

### Нынешний состав
- Кристиан Джозеф (Си Джей) Пирс — гитара, бэк-вокал (1996—н. в.)
- Стиви Бентон — бас-гитара (1996—н. в.)
- Майк Люс — ударные (1996—н. в.)
- Райан МакКомбс — ведущий вокал (2005—2011, 2023—н. в.)

### Бывшие участники
- Дэйв Уильямс — ведущий вокал (1999—2002; умер в 2002)
- Джейсон Джонс — ведущий вокал (2003—2005)
- Джейсен Морено — ведущий вокал (2012—2023)

## Дискография

### Альбомы
- Sinner (2001)
- Desensitized (2004)
- Full Circle (2007)
- Drowning Pool (2010)
- Resilience (2013)
- Hellelujah (2016)
- Strike a Nerve (2022)

### EP
- Pieces of Nothing (2000)

### Синглы
- Bodies (2001)
- Sinner (2002)
- Tear Away (2002)
- Step Up (2004)
- Love and War (2004)
- Killin' Me (2004)
- Soldiers (2007)
- Enemy (2007)
- 37 Stitches (2008)
- Shame (2009)
- Feel Like I Do (2010)
- Turn So Cold (2010)
- Saturday Night (2012)
- One Finger and a Fist (2013)
- By the Blood (2015)
- Snake Charmer (2015)
- Hell to Pay (2016)
- Mind Right (2022)
- Choke (2022)
- A Devil More Damned (2022)
- Revolution (The Final Amen) (2024)

### Демозаписи
- Drowning Pool (1999)

### Концертные альбомы
- Loudest Common Denominator (2009)

### Концертные DVD
- Sinema (2002)